# Васил Димитров (духовник)
Васил Димитров (на гръцки: Βασίλειος Καραπαλίκης, Василиос Карапаликис) e български духовник от Македония, обявен от Църквата на Гърция за новомъченик.

## Биография
Васил Димитров е роден в костурското българско село Желин в 1858 година. Става български екзархийски свещеник и виден обществен деец. Отец Димитров е широко известен сред местното население със своята дълбока вяра и благочестие, като се е ползвал и с уважението на съселяните си мюсюлмани.
На 8/21 юни 1902 година двама четирски турци, подкупени с 50 лири от владика Герман Костурски, убиват с брадви в църквата българския свещеник. През септември 1902 година българската революционна организация убива в дома им укривателите на убийците на отец Димитров и турски шпиони Васил Джамбов и Стерьо Иванов Джамбов. Васил Чекаларов пише в дневника си за това:
| „ | От Лабро Поряз научихме положително за убийството на поп Васил, о. Васил Желинчев, владиката дал 15 лири и поп Костадин от Желин, гъркомански поп, дал 5 лири, а всичко 20 лири на некои турци от Четирок и те го убиха. Затова взехме решение да се убие поп Костадин и некой си Васил от с. Желин, като предател и съучастник в убийството на поп Васил. Вечерта четата изпратихме в Жупанища и на другата вечер да отидат в Желин и да унищожат горните лица. | “ |

Георги Бистрицки пише следното за свещеник Васил Димитров:
| „ | Свещеникъ Василъ Димитровъ отъ с. Желинъ (народолюбивъ и дѣятеленъ българинъ, доблестенъ патриотъ), звѣрски убитъ отъ 2 Четирски турци (поставени срѣщу 50 л. т. откупъ отъ Костурския гръцки владика) вѫтрѣ въ черквата при изпълнение на служебнитѣ обязаности. 8 юни 1902 г. Убийството на Василъ Джамбовъ и Стерьо Ивановъ отъ с. Желинъ въ дома им отъ Организацията – като прѣдатели, турски шпиони и укриватели на убийцитѣ на българския селски свещеник Василъ Димитровъ. Септември 1902 год.“ | “ |

Васил Димитров има три деца, от които две умират млади, а потомци на дъщеря му още живеят в Желин.

## Канонизация
Отец Димитров десетилетия наред е тачен от местното население. През ноември 2014 година митрополит Серафим Костурски след проучване на събраните сведения за чудеса на отец Димитров, извършва откриване и измиване на мощите му, а Светият синод на Църквата на Гърция единодушно включва новомъченика сред светиите на Църквата.